# Alfio Balbiano
Alfio Balbiano (Cuneo, 17 febbraio 1931 – Cuneo, 5 agosto 2012) è stato un calciatore italiano, di ruolo attaccante.

## Caratteristiche tecniche
Era un'ala dotata di tecnica, fantasia e visione di gioco.

## Carriera
Cresciuto nel vivaio del Torino, esordì in Serie A con la maglia del Torino il 7 novembre 1948 in Torino-Lazio (1-0).
Si salvò dalla Tragedia di Superga in quanto non convocato e quindi non in volo. Fu tra i ragazzi che disputò il primo incontro dei granata, contro il Genoa, dopo la sciagura (15 maggio 1949).
Rimase con i granata anche nella stagione successiva, disputando la sola partita contro la Triestina (16 aprile 1950).
In seguito fu mandato in prestito al Fanfulla, tra i cadetti, e quindi rientrò al Torino, dove disputò due stagioni nella massima serie senza imporsi come titolare.
Proseguì la sua carriera nelle serie inferiori, con Lecce e Spezia.